# Friedrich Gustav von Petersson

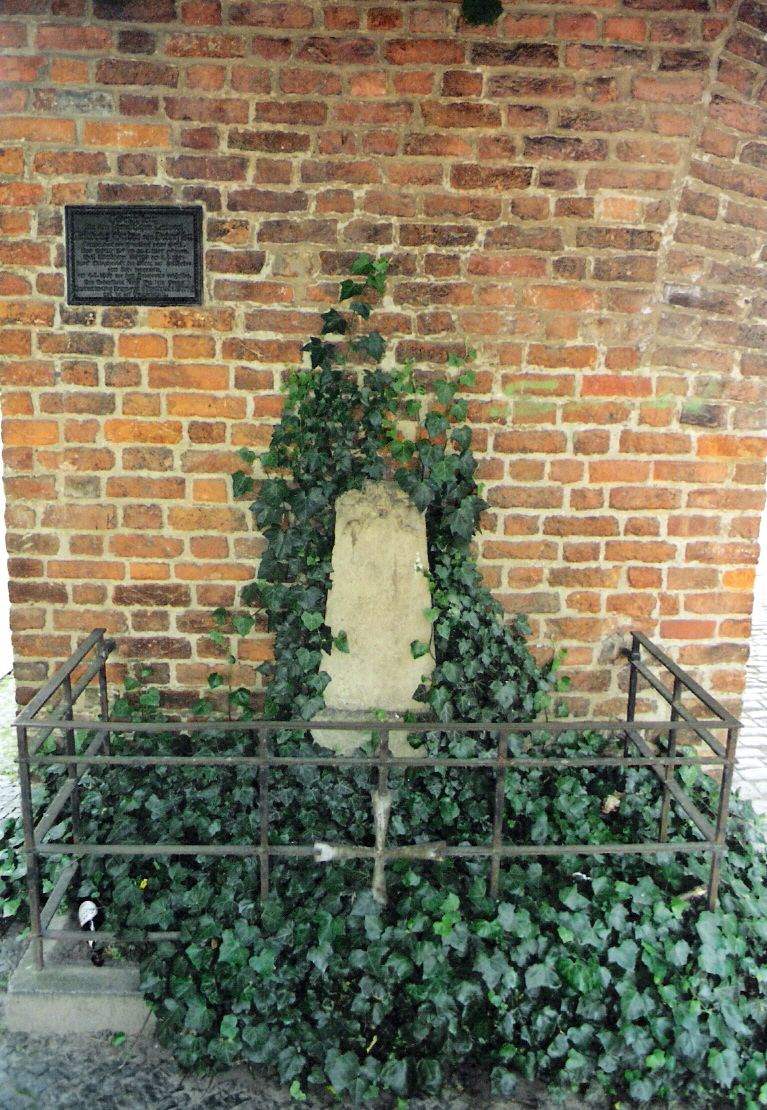
Gedenkstein und -platte für Friedrich Gustav von Petersson an der Innenseite des Kniepertores in Stralsund

Friedrich Gustav von Petersson (* 1766; † 4. Juni 1809 in Stralsund) war ein im schwedischen Heer dienender Stabsleutnant der Artillerie.
Petersson war während seiner Dienstzeit zweimal in Stralsund stationiert. 1803 schied er aus dem Dienst, blieb in Stralsund, und arbeitete als Mathematik- und Zeichenlehrer. Als Ferdinand von Schill am 25. Mai 1809, während des Fünften Koalitionskrieges gegen Frankreich, bei seinem gescheiterten Versuch, einen Volksaufstand zu entfachen, in Stralsund eintraf, bot Petersson Schill seine Dienste an. Mit Peterssons Hilfe gelang es Schill, Stralsund zu besetzen. Durch eine unbewacht gebliebene Hintertür am Zeughaus der Katharinenkirche konnten die Schillschen Truppen hinter eine mit Kanonen besetzte Barrikade der französischen Artilleristen gelangen und die Verteidiger besiegen. Auch bei der Instandsetzung der Festungswerke konnte von Petersson Schill seine Unterstützung als Fachmann geben.
Während des Kampfes um Stralsund am 31. Mai 1809 wurde er gefangen genommen, konnte aber fliehen. Nach der Einnahme der Stadt durch französische Hilfstruppen wurde er erneut gefangen genommen, zum Tode verurteilt und am 4. Juni 1809 vor dem Kniepertor erschossen. Den Gedenkstein am Kniepertor stiftete Peterssons Freund, der Landrentmeister und Königlich-Schwedische Kammerrat Ehrenfried von Storch. Der Stein stand zuerst im Garten des Kampischen Hofes, der ehemaligen Dienstwohnung von Storchs. Er wechselte in der Folge des Öfteren seinen Standort. Im Juni 1932 wurde er in den Garten des heutigen Kulturhistorischen Museums umgesetzt und 1933 auf Vorschlag des Stralsunder Verkehrsvereins an seine heutige Stelle am Kniepertor.